# Lithurgus apicalis
Lithurgus apicalis är en biart som beskrevs av Cresson 1875. Lithurgus apicalis ingår i släktet Lithurgus och familjen buksamlarbin. Inga underarter finns listade i Catalogue of Life.